# Thác Đamb'ri
Thác Đa M'bri hay thác Đambri là một thác nước trên dòng Đa M'bri tại vùng đất xã Đamb'ri, thành phố Bảo Lộc, tỉnh Lâm Đồng, Việt Nam.

## Mô tả
Nguồn nước của dòng thác từ trên cao hơn 60 m đổ xuống, tạo nên một khung cảnh rất hùng vĩ.
Thác nằm cách thành phố Bảo Lộc khoảng 17 km, nằm giữa khung cảnh rừng nguyên sinh hoang sơ, hùng vĩ với nhiều loài động vật, thực vật quý hiếm. Ngày nay, khu du lịch sinh thái Đambri là một địa điểm du lịch hấp dẫn cho du khách thập phương.
Theo truyền thuyết, ngày xưa có một đôi trai gái người Cơ Ho yêu nhau và thường hẹn hò bên thác nước. Vào một ngày nọ, chàng trai bỗng mất tích không một dấu vết để lại. Cô gái khóc mãi, chờ mãi, nhưng không thấy người yêu quay lại. Lâu ngày, nước mắt của cô gái đọng lại và chảy thành dòng thác lớn. Người K’ho đặt tên thác là Đambri - nghĩa là "Đợi chờ".